# 小行星2080
小行星2080（2080 Jihlava）是一颗围绕太阳公转的小行星。1976年2月27日，保羅·維爾特在齐美尔瓦尔德发现了此天体。
該小行星以捷克的城市伊赫拉瓦命名。
这颗小行星的绝对星等为51.82270等。